# Angelika Pintířová
Mgr. MgA. Angelika Ivana Pintířová (* 17. května 1963, Sušice) je česká řeholnice, boromejka. Pracuje jako diecézní ředitelka pro Papežská misijní díla, je vychovatelkou ve výchovném ústavu v Křešíně na Pelhřimovsku a jedním z moderátorů pořadu Jak to vidí... v Českém rozhlase.

## Život
Vyrůstala v obci Žihobce na Klatovsku. V září 1977 vstoupila do Kongregace Milosrdných sester svatého Karla Boromejského. Po maturitě na zdravotnické škole pracovala na interním oddělení nemocnice Na Slupi.
V roce 1988 složila věčné sliby. Poté studovala obor pedagogika – ošetřovatelství na FF UK. V červnu 1995 byla jmenována představenou v domě sv. Notburgy v Praze. O čtyři roky později se stala představenou v domě sv. Kříže v Praze.
V letech 2007 až 2011 vystudovala DAMU. Od roku 2009 pracuje ve Výchovném ústavu a Středisku výchovné péče Klíčov v Křešíně na Pelhřimovsku. Učí na VOŠ Svatojánská kolej dramatickou výchovu.
V roce 2011 byla jednou z řádových sester, které pečovaly o prezidenta Václava Havla v závěru jeho života.
28. října 2022 obdržela z rukou prezidenta Miloše Zemana Medaili za zásluhy o stát.

## Ocenění
- Medaile Za zásluhy 1. stupeň (2022)

## Knižní rozhovor
- PAULAS, Jan; KUTIL, Tomáš: Angelika Pintířová - Padá mi to z nebe, Portál Praha, ISBN 978-80-262-1277-5
- PINTÍŘOVÁ, Angelika, WIEWIORKOVÁ, Anežka - Pořád v pohybu. O cestě z deprese, o Bohu, sportu, svatosti a církvi. Brno: Nakladatelství Cesta, 2024.  ISBN 978-80-7295-341-7.